# سياسة مولدوفا
تُنفّذ سياسة مولدوفا في إطار جمهورية ديمقراطية تمثيلية برلمانية، حيث يرأس رئيس الوزراء الحكومة، ويوجد نظام متعدد الأحزاب. لا يتمتع رئيس مولدوفا بسلطات هامة. تتولى الحكومة مسؤوليات السلطة التنفيذية بينما تُناط السلطة التشريعية بالبرلمان. تتمتع السلطة القضائية بالاستقلال عن السلطة التنفيذية والسلطة التشريعية. تدور المناقشات السياسية حول العديد من المواضيع، ولا سيما وضع منطقة ترانسنيستريا الانفصالية (منطقة ذاتية الحكم تقع على الجانب الأيسر من نهر نيسترو) والعلاقات مع رومانيا وروسيا والانضمام إلى الاتحاد الأوروبي.
في عام 2019، صنفت وحدة الاستخبارات الاقتصادية نظام مولدوفا بالهجين.

## السلطة التشريعية
يضم البرلمان المولدوفي 101 عضوًا يجري انتخابهم لمدة أربع سنوات وفقًا للتمثيل النسبي.
يُعرف مقر السلطة التشريعية باسم مبنى البرلمان.

## السلطة التنفيذية
يُنتخب الرئيس عن طريق الاقتراع الشعبي لفترة ولاية تبلغ أربع سنوات. وفقًا للدستور المولدوفي، يعين الرئيس، بالتشاور مع البرلمان، مرشحًا لمنصب رئيس الوزراء، وفي غضون 15 يومًا من التعيين، يطلب رئيس الوزراء المعين تصويت البرلمان لمنحه الثقة فيما يتعلق ببرنامج عمله ومجلس الوزراء بأكمله. يختار رئيس الوزراء المعين مجلس وزرائه رهنًا بموافقة البرلمان. يعقد مجلس الوزراء اجتماعاته في دار الحكومة في شارع شتيفان العظيم في وسط العاصمة كيشنيناو.

## الأقسام الإدارية
تنقسم مولدوفا إلى 32 رايون، أو ما يُعرف بالمديرية، وثلاث بلديات (كيشنيناو وبالتسي وبيندر)، ومنطقة واحدة ذاتية الحكم (غاغاوزيا)، ومنطقة ترانسنيستريا الانفصالية، وهي منطقة متنازع على وضعها.

## القضايا

### الهوية الإثنية والوحدة مع رومانيا
تتمحور القضية الأساسية في جمهورية مولدوفا حول مسألة الانتماء الإثني وما إذا كان ينبغي على الدولة أن تتحد مع رومانيا، التي تشترك مع مولدوفا بالانتماء الإثني واللغة والثقافة والتاريخ. تمثل جمهورية مولدوفا النصف الشرقي تقريبًا مما يعرف تاريخيًا بإمارة مولدوفا. أسفرت معاهدة بوخارست المُوقعة عام 1812، والتي أنهت الحرب الروسية التركية في عام 1806، عن انفصال الجزء الغربي من الإمارة على طول نهر بروت وانضمامها إلى الإمبراطورية الروسية، التي أطلقت عليها اسم بيسارابيا (باسارابيا). اتحد النصف الغربي من إمارة مولدوفا السابقة، الذي لم تضمه روسيا، مع فالاشيا في عام 1859 لتشكيل أساس رومانيا في العصر الحديث. اتحد النصف الشرقي مع رومانيا في عام 1918، إلا أن الاتحاد السوفيتي ضمه له في عام 1940 بموجب ميثاق مولوتوف-ريبنتروب.
تركزت سياسات الهوية أثناء الحكم الروسي والسوفيتي على الترويس بالمعنى الاستعماري بالإضافة إلى التأكيد على الاختلافات المُفتعلة بين المولدوفيين والرومانيين في محاولة لاستحداث هوية مولدوفية فريدة من نوعها، بما في ذلك التحريض ضد رومانيا ومواطنيها. نتيجة لذلك، أصبحت الهوية الإثنية المولدوفية معقدة ومنقسمة بين من يعتبرون أنفسهم مولدوفيين ومن يعتبرون أنفسهم رومانيين. على الرغم من أن المولدوفيين يشكلون أغلبية إثنية كبيرة من السكان، فإنهم مجزأون من ناحية مستوى التقسيم الروسي والتلقين الثقافي. يطلق المولدوفيون الموالون لروسيا على لغتهم وإثنيتهم المولدوفية بدلًا من الرومانية. في الوقت الحاضر، أصبحت مولدوفا ثنائية اللغة بالفعل، مع أغلبية ناطقة بالرومانية وأقلية كبيرة ومؤثرة ومتعددة الأعراق ناطقة بالروسية، مع استمرار هيمنة اللغة الروسية على وسائل الإعلام. غالبًا ما يعادي مواطني الروسوفيليا فكرة التوحيد مع رومانيا وعادة ما يصوتون لصالح الأحزاب اليسارية. تنقسم الأغلبية المولدوفية بين الموالين لروسيا والمتعاطفين مع رومانيا والاتحاد الأوروبي، ويؤيد عدد متزايد من الناس فكرة إعادة التوحيد مع رومانيا، ولا سيما الشباب.

### ترانسنيستريا
يمتد قطاع ترانسنيستريا على طول الحدود الشرقية لمولدوفا مع أوكرانيا، وسُمي تيمنًا بنهر دنيستر. تتشكل منطقة ترانسنيستريا من أغلبية سلافية (أوكرانية وروسية) ناطقة بالروسية، على النقيض من بقية البلاد، وتقدمت صناعيًا على نحو كبير أثناء حكم الاتحاد السوفيتي. يطالب إعلان الاستقلال المولدوفي باستمرار بالسيادة المولدوفية على إقليم ترانسنيستريا لأنه «جزء من الإقليم التاريخي والعرقي للشعب المولدوفي.» غير أن إعلان الاستقلال المولدوفي يُستخدم في حد ذاته حجة ضد السيادة المولدوفية على ترانسنيستريا نظرًا لتنديده باتفاق ريبنتروب- مولوتوف المعقود بتاريخ 23 أغسطس 1939 بين حكومة الاتحاد السوفيتي وحكومة ألمانيا النازية كونها «باطلة ولاغية» باعتبارها الاتحاد الرسمي الوحيد بين الإقليمين.
لم تنجح مولدوفا في فرض سيطرتها على المنطقة الانفصالية في حرب ترانسنيستريا، فعرضت استقلالًا ثقافيًا وسياسيًا واسع النطاق للمنطقة. أدى النزاع إلى توتر العلاقات بين مولدوفا وروسيا. جرى توقيع اتفاق بتاريخ يوليو 1992 لوقف إطلاق النار وأُنشئ بموجبه قوة ثلاثية لحفظ السلام تتألف من وحدات مولدوفية وروسية وترانسنيسترية. تتواصل المفاوضات لحل النزاع، وما يزال وقف إطلاق النار ساري المفعول. تحاول منظمة الأمن والتعاون في أوروبا، المضطلعة بمهمة المراقبة منذ عدة سنوات، تسهيل التوصل إلى تسوية عن طريق التفاوض.
ما يزال البلد منقسمًا، إذ تسيطر القوات الانفصالية على منطقة ترانسنيستريا، مدعومة بحكم الأمر الواقع من خلال القوات الروسية الاحتياطية التي تشكل بعثة لحفظ السلام.

### الاتجار بالبشر
نظرًا لارتفاع معدل الفقر، ما تزال مولدوفا بلد مصدرًا كبيرًا للمتاجرين بالجنس بصورة غير مشروعة والذين يجري تصديرهم إلى أوروبا الغربية وروسيا والشرق الأوسط. بسبب تفشي الفساد وانعدام الوعي عمومًا، يُستدرج العديد من ضحايا الاتجار بالبشر عن طريق إغرائهم للعمل التجاري بعروض الحصول على وظائف عالية الرواتب في الخارج، وغالبًا ما يُحاصرون فور خروجهم من البلد. حثت حكومة الولايات المتحدة مولدوفا على إصدار قانون لمكافحة الاتجار بالبشر في عام 2005، إلا أنه نظرًا لانعدام الهيئة التنفيذية، وتدني مراعاة المؤسسات القانونية، وعدم المساواة في الشروط المرجعية، فمن الصعب التأكد من إحراز تقدم واضح. تقدم العديد من المنظمات كالمنظمة الدولية للهجرة دعمًا غير حكومي لا يتجزأ لمساعدة الضحايا. كثيرًا ما تتعرض المنظمات غير الحكومية لقيود محلية وتدخلات حكومية في أعمالها ما يؤدي إلى تعقيد عملياتها.

### قضايا أخرى
يدور خلاف حول إجراء بعض المنظمات الانتخابات والسياسات في مولدوفا في مناخ حر وديمقراطي. عقد مجلس الشيوخ في الولايات المتحدة جلسات استماع للجنة بشأن المخالفات التي سادت الانتخابات في مولدوفا، بما في ذلك إلقاء القبض على مرشحي المعارضة ومضايقتهم، وتخويف وسائط الإعلام المستقلة وقمعها، والتحيز الإعلامي الذي تديره الدولة لصالح المرشحين الذين تدعمهم الحكومة المولدوفية بقيادة الشيوعية.  وصف منتقدون آخرون حكومة الحزب الشيوعي بالاستبدادية. صرح رئيس الولايات المتحدة آنذاك، جورج دبليو بوش: «نلاحظ سجل مولدوفا الإيجابي منذ الاستقلال ونرحب بإجراء انتخابات حرة ونزيهة وتنفيذ الإصلاحات الديمقراطية.»
وردت تقارير عن عمليات اعتقال وأخرى بدوافع سياسية دون وجود أسباب قانونية وجيهة في عام 2005. يُزعم أن هذه الاعتقالات نُفذت ضد معارضي حكومة الرئيس فلاديمير فورونين في الحزب الشيوعي. في إحدى القضايا التي انتقدتها مختلف المنظمات الغربية والأفراد، حُكم على السياسي المعارض فاليريو باسات بالسجن لمدة عشر سنوات لأسباب مشبوهة.
انضمت مولدوفا إلى منظمة التجارة العالمية وميثاق الاستقرار لجنوب شرق أوروبا في عام 2001. حظيت جهود الحكومة بأهمية بالغة ولا سيما في مجال تحسين العلاقات مع صندوق النقد الدولي والبنك الدولي والامتثال للاتفاقيات التي تفاوضت عليها الحكومة السابقة في عام 2000. كان الاتفاق في هذه المجالات حاسمًا، لأنه تعين إعادة جدولة الديون الحكومية الكبيرة المستحقة في عام 2002. بذلت الحكومة جهودًا متضافرة لإيجاد سبل دفع تكاليف إمدادات الطاقة في مولدوفا.
تنشر الأحزاب السياسية وغيرها من الجماعات الصحف التي غالبًا ما تُنتقد السياسات الحكومية فيها. يوجد العديد من الهيئات الإخبارية المستقلة ومحطات إذاعية وتلفزيونية مستقلة. التجمع السلمي مسموح، على الرغم من اشتراط الحصول على تصاريح للمظاهرات، ويتعين على المنظمات الخاصة، بما فيها الأحزاب السياسية، أن تسجل نفسها لدى الحكومة. ينص التشريع الذي صدر في عام 1992 على الحرية الدينية ويشترط اعتراف الحكومة بالجماعات الدينية.
ينص قانون سوفيتي صدر في عام 1990 وقرار برلماني صدر في عام 1991 على السماح بتشكيل منظمات اجتماعية ووجود نقابات مستقلة. يُعتبر اتحاد نقابات العمال المستقلة في مولدوفا، الذي يخلف المنظمات السابقة في النظام النقابي السوفيتي، الهيكل التنظيمي الوحيد. حاول الاتحاد التأثير على سياسة الحكومة فيما يتعلق بقضايا العمل وانتقد العديد من السياسات الاقتصادية. ينص قانون العمل المولدوفي، الذي يستند إلى تشريع سوفيتي سابق، على حق التفاوض الجماعي.